# Stimmlose postalveolare Affrikate
Mit dem Begriff stimmlose postalveolare Affrikate bezeichnet man in der Phonetik und generell in der Linguistik die Affrikate [tʃ]. Ihr erster Bestandteil [t] wird an den Alveolen, dem Zahndamm, gebildet, der zweite [ʃ] etwas hinter dem Zahndamm, daher die Bezeichnung postalveolar. Die Kombination [tʃ] wird stimmlos, d. h. ohne Schwingung der Stimmbänder produziert. Im Unterschied dazu wird die Affrikate [dʒ] in Loggia stimmhaft gebildet. In der Phonetik wird die Frage, ob es sich bei Affrikaten um nur einen Laut oder um eine Lautkombination handelt, je nach theoretischem Hintergrund unterschiedlich beantwortet.
Im Deutschen erscheint die stimmlose postalveolare Affrikate im Anlaut der Wörter tschechisch, tschüss, im Inlaut von Kutsche, Rutsche und im Auslaut von Klatsch, Matsch. Die stimmlose postalveolare Affrikate kommt im Deutschen damit in allen Wortpositionen vor; sie wird mit der Buchstabenkombination tsch schriftlich wiedergegeben; bei Wörtern mit sehr deutlichem Fremdwortcharakter kommen auch andere Schreibweisen vor.